# Amphiporeia virginiana
Amphiporeia virginiana är en kräftdjursart som beskrevs av Robert Alan Shoemaker 1933. Amphiporeia virginiana ingår i släktet Amphiporeia och familjen Pontoporeiidae. Inga underarter finns listade i Catalogue of Life.